# María José Pizarro
María José Pizarro Rodríguez est un politique, artiste et activiste colombienne. Après avoir été membre de la Chambre des représentants représentant Bogota de 2018 à 2022, puis première vice-présidente du Sénat de 2023 à 2024, elle est actuellement sénatrice depuis le 20 juillet 2022.

## Biographie
Fille du leader politique Carlos Pizarro assassiné en 1990. Elle est l'une des membres les plus éminents du pacte historique, une coalition politique fondée en 2021,,,.